# Plan de Pierna
Plan de Pierna är en ort i Mexiko.   Den ligger i kommunen Xochistlahuaca och delstaten Guerrero, i den sydöstra delen av landet, 300 km söder om huvudstaden Mexico City. Plan de Pierna ligger 437 meter över havet och antalet invånare är 927.
Terrängen runt Plan de Pierna är huvudsakligen kuperad, men åt nordost är den bergig. Runt Plan de Pierna är det ganska glesbefolkat, med 50 invånare per kvadratkilometer. Närmaste större samhälle är Xochistlahuaca, 4,7 km väster om Plan de Pierna. Omgivningarna runt Plan de Pierna är en mosaik av jordbruksmark och naturlig växtlighet.